# Lantbruksspruta

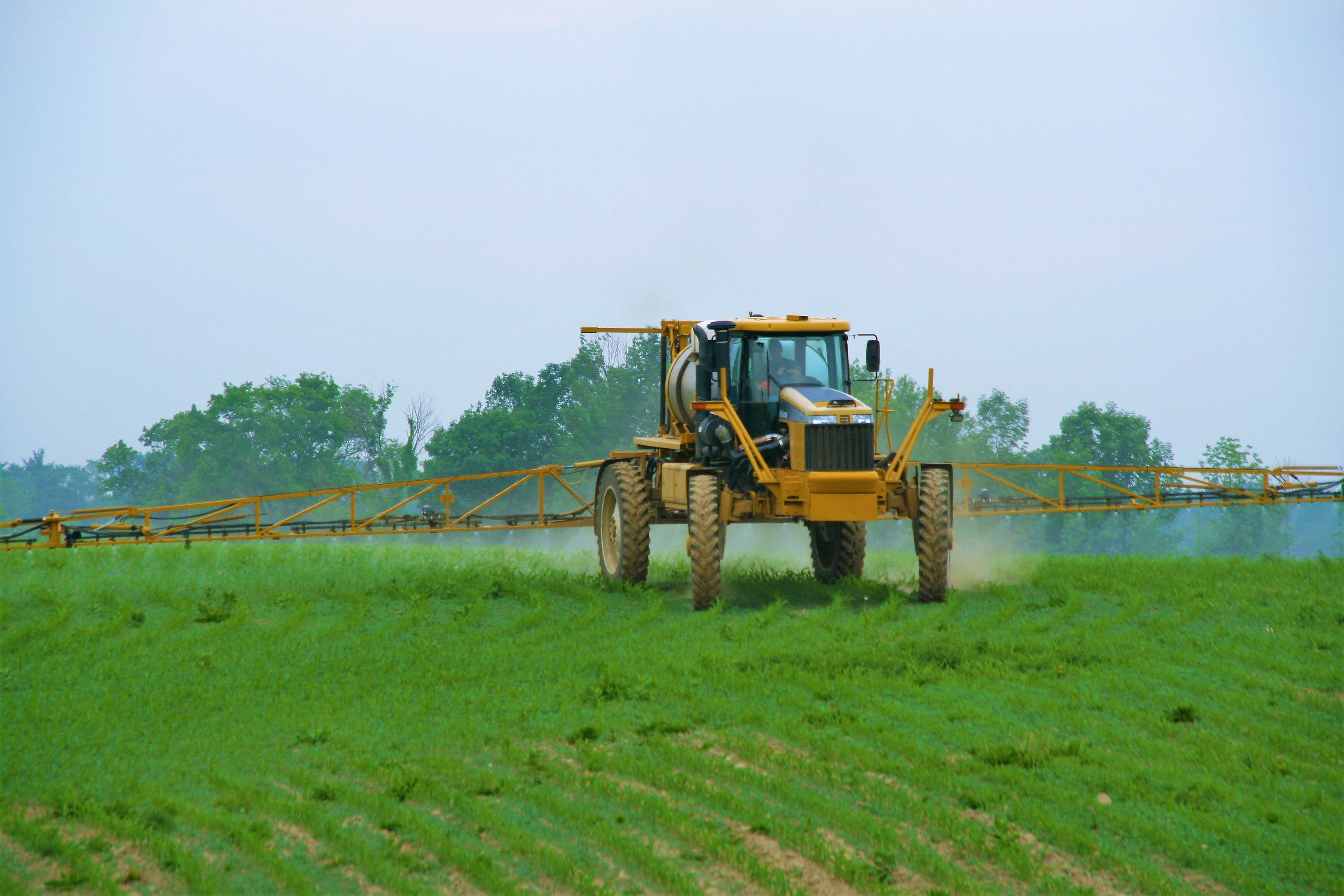
Fordon med lantbruksspruta modell större.

Lantbruksspruta är ett redskap för att sprida pesticider på åkrar. Lantbrukssprutan består av en stor behållare (tank), en pump och en spridarramp. På rampen sitter det många munstycken, där vätskan kan flöda ut. De flesta lantbrukssprutor är traktordrivna, men det finns även självgående lantbrukssprutor. Vid besprutning av växtskyddsmedel ska hänsyn tas till anpassade skyddsavstånd där bomhöjd, omgivningens känslighet, vindhastighet, temperatur, dosnivå och duschkvalitet är avgörande faktorer.
Det finns även små s.k. ryggsprutor, som bärs på ryggen. Dessa är praktiska vid punktinsatser och vid trädgårdsbruk.